# ویکی‌پدیای سواحلی
ویکی‌پدیای سواحلی (به سواحلی: Wikipedia ya Kiswahili) نگارش سواحلی‌زبان ویکی‌پدیا است. این نسخه از ویکی‌پدیا تا ۵ اکتبر ۲۰۱۰ با بیش از ۲۱٬۰۰۰ نوشتار در رتبهٔ هفتاد و چهارم بزرگ‌ترین ویکی‌پدیاها جای داشته است. ویکی‌پدیای سواحلی همچنین یکی (و نخستین) از تنها دو نگارش ویکی‌پدیا به زبان‌های نیجر-کنگو است که بیش از ۱۰۰۰ نوشتار دارد. ویکی‌پدیای دیگر ویکی‌پدیای یوروبایی است.
اینترنشنال هرالد تریبون و نیویورک نیوزدی طی مقالاتی در ۲۷ اوت ۲۰۰۶ دربارهٔ کشمکش‌های نگارش‌های زبانی کوچکتر ویکی‌پدیا به ویکی‌پدیای سواحلی اشاره کردند. در سال ۲۰۰۹ گوگل حامی تولید مقاله در ویکی‌پدیایی سواحلی گردید و این ویکی در ۲۰ ژوئن ۲۰۰۹ ظاهر صفحهٔ اصلیش را تغییر داد.
این دانشنامه تا نوامبر ۲۰۲۲ با حدود ۷۳۰۰۰ مقاله، در رتبه هشتاد و سه ویکی‌پدیاها قرار دارد.